# Ein Sturm zu Weihnachten
Ein Sturm zu Weihnachten
(norwegischer Titel Julestorm, internationaler Titel A Storm for Christmas)  ist eine norwegische sechsteilige Weihnachts-Miniserie von Per-Olav Sørensen, die am 16. Dezember 2022 bei Netflix erschien. Sie spielt während Heiligabend im Flughafen Oslo-Gardermoen.

## Hintergrund
Ein Sturm zu Weihnachten stammt von dem norwegischen Regisseur Per-Olav Sørensen, der alle Episoden inszeniert und sie mit Lars Saabye Christensen und Jan Trygve Røyneland geschrieben hatte. Sie wurde fast vollständig vor Ort an dem Flughafen Oslo-Gardermoen gedreht mit einem skandinavischen Ensemble hauptsächlich norwegischer und schwedischer Schauspieler. Dazu gehören mehrere aus der norwegischen Weihnachtsserie Weihnachten zu Hause, bei der ebenfalls Sørensen Regie geführt hatte. Peter Baden komponierte die Musik der Serie und das einzige originale Lied für die norwegische Sängerin Ulrikke Brandstorp.

## Handlung
An Heiligabend 2022, als durch einen Schneesturm alle Flüge gestrichen werden, stecken im Flughafen Oslo-Gardermoen Mitarbeiter und Reisende fest. So kommt es in dem Gebäude immer wieder zu neuen Begegnungen verschiedener Menschen, wodurch sich Verwandte wiederfinden, neue Freundschaften und romantische Verhältnisse bilden, während wenige gar versuchen, auf anderen Wegen im Schneesturm zu ihrem Ziel zu kommen. Am Weihnachtstag hat der Sturm sich wieder gelegt.

## Figuren

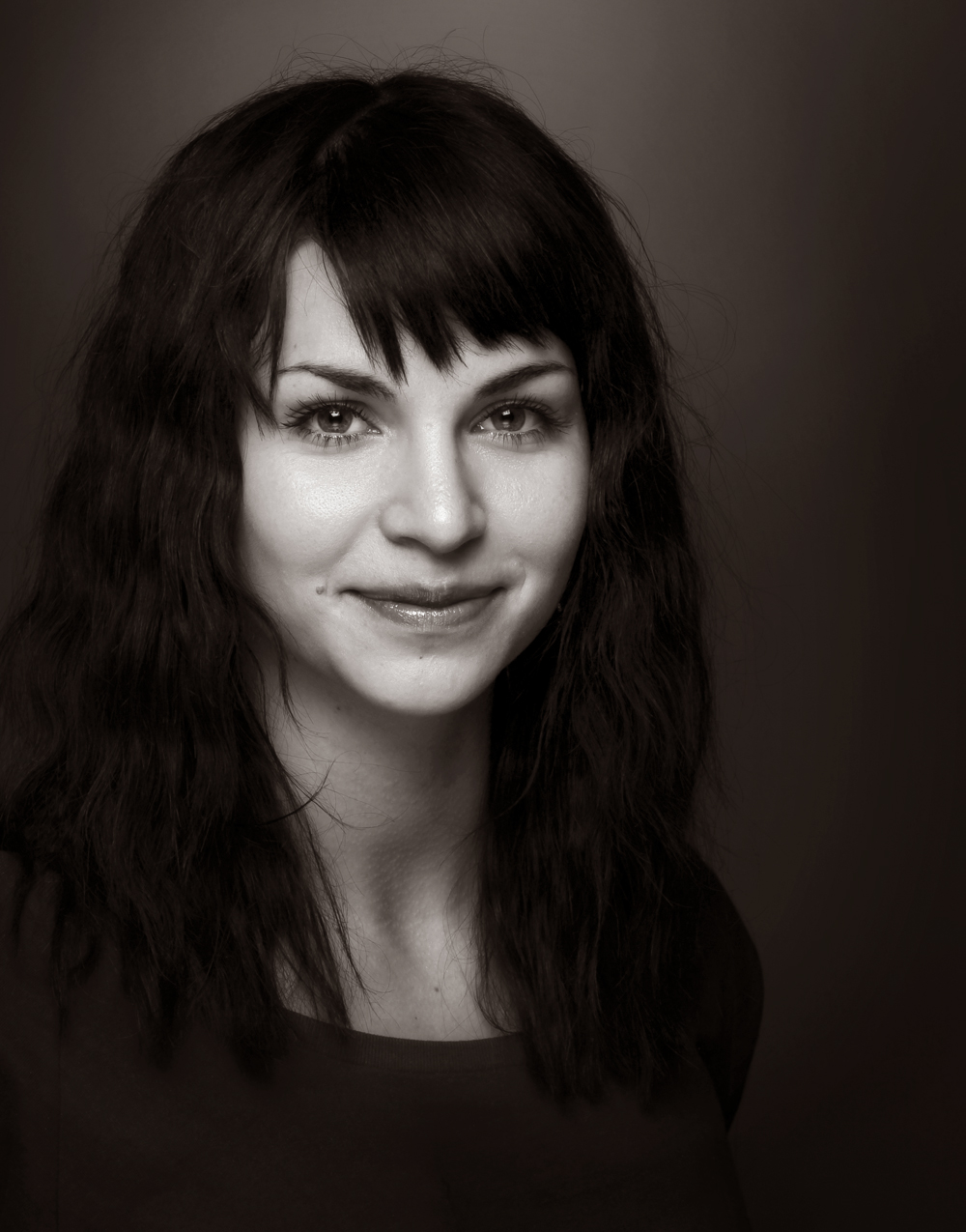
Ida wird von Ida Elise Broch gespielt.

- Ida ist eine Popsängerin, die ein neues Album herausgebracht hat, auf dem Weg zu einem Konzert nach London. Sie reist mit ihrer Assistentin Ingvild und ihrem Leibwächter Asle. Nach einem Besuch bei Idas Eltern haben diese mit ihr gebrochen, weil sie sich als lesbisch outete. Während sie warten, holt Ingvild die Journalistin Vilde für ein Interview. Als Ida in Ingvilds Notizbuch Songtexte über sich entdeckt, beschuldigt sie diese öffentlich, dass sie ihr Leben stehle und für andere arbeite, was von Umstehenden gefilmt wird. Ingvild wiederum sagt, sie habe die Texte für Ida geschrieben, sich aber nicht getraut, ihr zu zeigen. Nachdem Ida ihren Fehler einsieht, macht sie Ingvild zu ihrer Songschreiberin.
- Bobbie muss für ein Meeting nach London fliegen, aber ihr Flugzeug ist in Oslo notgelandet, weil ein Passagier zusammengebrochen ist. Indem sie dem Taxifahrer Frank 80.000 Kronen verspricht, bringt sie ihn dazu, sie nach Torp zu fahren. Weil sie sich während der Fahrt durchgängig beschwert und während einer Pause doch nicht bezahlen kann, weil sie ihr Portemonnaie am Flughafen liegenlassen hat, lässt er sie kurzzeitig im Schnee stehen. Nachdem er zurückkehrt, fährt er sie als Überraschung zu einer Essensausgabe für Bedürftige, bei der sie darauf engagiert mithilft. Sie fährt schließlich wieder zum Flughafen zurück und lernt dort Ida kennen, während zu Frank dessen Lebensgefährtin Thea kommt, die Sicherheitsbeauftragte des Flughafens.
- Arthur Berg ist ein bekannter Pianist, der zu seinem letzten Konzert eine vernichtende Kritik erhalten hat. Er ist auf dem Weg zu einem Weihnachtskonzert in Tromsø, zu dem nur 32 Karten verkauft wurden. Am Flughafen muss er feststellen, dass seine Agentin ihm nur ein Ticket für die Economy Class ohne Zugang zur VIP-Lounge gebucht hat. Er überlegt, das Weihnachtskonzert abzusagen und seine Karriere zu beenden. Aber nachdem er spontan mit Lukas am Flügel spielt, erhält seine Agentin weitere Anfragen. Zum Konzert fliegt er schließlich mit Maria und Lukas.
- Ronja ist die Flughafenpastorin. Sie wird gebeten, sich um einen orientierungslosen Mann zu kümmern, der nicht spricht. Ihr gelingt dennoch, ihm den Namen Abba zu entlocken, aber kurz darauf verschwindet er. Gerade als sie ihn dank der Hündin Lasso wiederfindet, hat der Sicherheitsdienst Abbas Identität herausgefunden. Er ist Portugiese und war in dem Flugzeug, das notlanden musste, weil sein Vormund einen Herzinfarkt hatte. Daraufhin kann ihm geholfen werden, einen neuen Flug zu erhalten.

- Marius Tønnesen ist der Barkeeper an der Bar „Norge“ im Flughafen. Er hofft, über Telefon mit seiner Ärztin sowie mit Ronja zu sprechen. Schließlich erhält er die Nachricht, dass sich seine Knochenmetastasen ausgebreitet haben. Er hatte vor 20 Jahren eine Freundin, die sich selbst umgebracht hat, aber vorher eine Tochter bekommen hatte, die bei den Großeltern aufwuchs und er nicht mehr sehen durfte. Marius versucht, per Telefon mit seiner Tochter zu sprechen, was der Großvater aber nicht zulässt. Zum Ende bricht er zusammen und wird ins Krankenhaus gebracht.
- David ist ein Reisender mit einem Ticket nach Málaga, wo ihn angeblich seine Frau erwarte. Er wartet hauptsächlich an der Bar, hilft Sara mit ihrem Koffer und bezahlt Maria und Lukas Lebensmittel aus dem Kiosk. Zum Ende, als er sich nicht bemüht, das neue Flugzeug zu nehmen, erkennt Ronja, dass seine Frau nicht in Málaga wartet. Sie ist vor sechs Jahren gestorben, bevor sie dort Weihnachten feiern wollten. Ronja lässt sein Ticket auf einen späteren Flug umbuchen und kauft sich ein Ticket für den Platz neben ihn.
- Sara setzt sich an die Bar und schreibt dort einen Wunschzettel, mit dem sie überlegt, was sie ihrem Vater schenken könnte. Sie hat ihn seit dem Tod ihrer Mutter nicht mehr gesehen, aber ist jetzt angeblich zu ihm unterwegs. Marius gibt ihr letztlich die passende Idee für ein Geschenk. Nachdem er zusammengebrochen ist, besucht sie ihn im Krankenhaus und enthüllt, dass sie seine Tochter ist.
- Maria muss mit ihrem Sohn Lukas, der nur Spanisch spricht, dringend nach New York City reisen, wo er an den Augen operiert werden soll. Weil sie dafür ihre gesamten Ersparnisse aufgebraucht hat, ist schnell kein Geld mehr für Lebensmittel übrig. Lukas zeigt seiner Mutter, dass durch die Verschlechterung der Augen sein Gehör deutlich besser geworden ist, und spielt gemeinsam mit Arthur Berg auf dem Flügel in der Flughafenlobby. Am Telefon kann sie Lukas’ Vater dazu bringen, ihr Geld zu überweisen. Sie erhalten von Arthur Karten, um ihn zu seinem Konzert zu begleiten.
- Henrik arbeitet bei der Gepäckverteilung des Flughafens. Im Transitbereich findet er in einer Tiertransportbox die Hündin Lasso, ein Chinesischer Schopfhund, der in ein Flugzeug nach London soll, das aber nicht abfliegt. Er ruft den Tierschutz und kümmert sich um Lasso, bis jemand kommen würde, um sie in ein Tierheim zu bringen. Als er erfährt, dass sie dort über Weihnachten bleiben müsste, entscheidet Henrik sich, sie zu sich zu nehmen.
- Olav Svendsgaard, ein Pilot, landet ein Flugzeug in Oslo. Er soll im Flughafen in Bereitschaft bleiben, falls sich das Wetter ändert. Zum Warten setzt er sich in die Lounge. Die Touristin Diana möchte nach Paris reisen. Nachdem eine Serviceassistentin ihr Zugang zur Lounge verschafft, weil sie besonders nett war, setzt sie sich zu Olav an den Tisch. Sie genießt die Weihnachtsstimmung und versucht sich mit Olav zu unterhalten, der in Ruhe gelassen werden will. Obwohl sie ihn zunächst als Spielverderber und er sie als blauäugig bezeichnet, nähern sie sich allmählich an. Nachdem Diana ihre romantische Vorstellung von Weihnachten in Paris geschildert hat, stellt Olav dies für sie in der Lounge nach und lädt sie zu sich nach Hause ein, in das „Paris des Nordens“. Dort küssen sie sich.
- Stine will nach Jütland zu ihrem Partner Frode reisen. Er glaubte, dass sie in Oslo arbeiten musste, aber in Wahrheit traf sie dort ihren Geliebten. Statt zu warten, versucht sie eine Fähre von Oslo nach Kopenhagen zu erwischen. Als sie diese verpasst, lässt sich von einem Autofahrer Richtung Larvik für die Fähre nach Hirtshals mitnehmen. Im Auto mit zwei Männern bekommt sie plötzlich so Angst, dass sie diese angreift und auf der Straße stehengelassen wird. Dort wird sie von der Dänin  Magnhild aufgelesen und zu ihr nach Hause mitgenommen. Als ihr Mann sie dort abholt, gesteht sie ihre Affäre, worauf er sich trennt und sie bleibt, um mit Magnhild zu feiern.
- Alex arbeitet als Nebenjob am Flughafen als Weihnachtsmann, der sich die Wünsche der Kinder anhört, aber missbilligt, dass diese sich nur noch teure Elektronik- und Luxusartikel wünschen. Die Schuld dafür gibt er dem „System“. Weil er trinkt und zu einem Kind unfreundlich wird, das auf seinem Schoß pinkelt, wird er vom Sicherheitsdienst abgeführt. In Kaja gewinnt er aber eine neue Freundin für tiefgründigere Gespräche.
- Familie Melling, bestehend aus den Eltern Trine und Sindre und Tochter Kaja kommt mit dem Zug am Flughafen an. Weil ihre Eltern sich andauernd streiten und für alles, das schiefläuft, einander die Schuld geben, schleicht Kaja sich heimlich davon. Während sie per Lautsprecher ausgerufen wird, verbringt sie erst Zeit mit Abba, dann mit Alex, von dem sie sich wünscht, dass ihre Eltern sich nicht mehr soviel streiten. Sie wird schließlich von Sara zurück zu ihren Eltern gebracht. Diese versprechen daraufhin, von nun an weniger zu streiten, was aber schnell nicht eingehalten wird. Zum Abschied tauscht Kaja mit Alex Telefonnummern aus, um jemanden zum Reden zu haben, wenn ihre Eltern streiten.

## Besetzung und Synchronisation
Die deutschsprachige Synchronisation entstand nach Dialogbüchern von Luisa Buresch und der Übersetzung von Philipp Diepmans unter der Dialogregie von Sabine Hinrichs durch die Interopa Film GmbH.

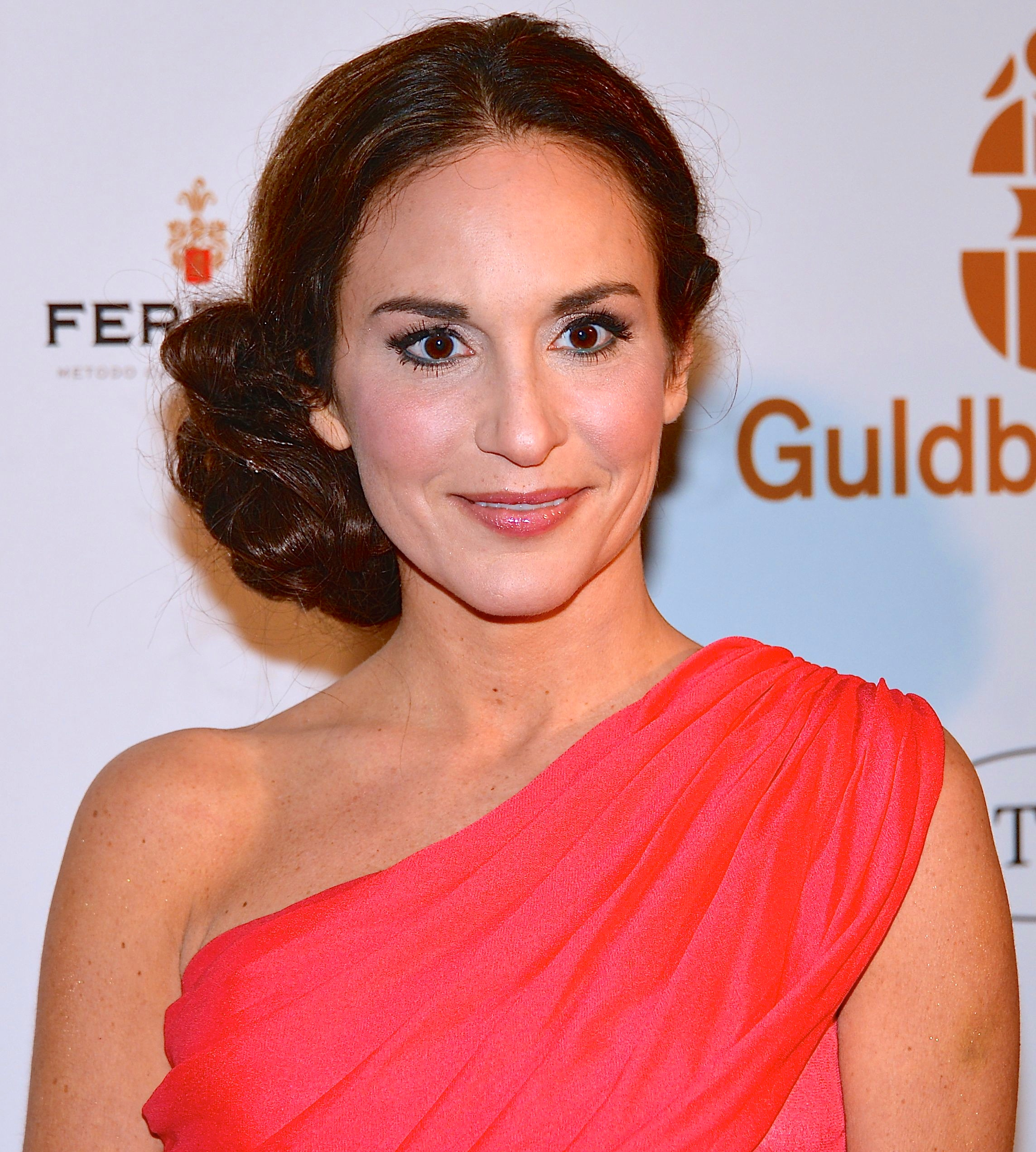
Alexandra Rapaport verkörpert Bobbie.

| Rolle            | Beschreibung           | Folgen       | Darsteller               | Synchronsprecher     |
| Hauptfiguren     | Hauptfiguren           | Hauptfiguren | Hauptfiguren             | Hauptfiguren         |
| ---------------- | ---------------------- | ------------ | ------------------------ | -------------------- |
| Ida              | Popstar                | 1–3, 5–6     | Ida Elise Broch          | Kaya Marie Möller    |
| Bobbie           | Anwältin               | 2–6          | Alexandra Rapaport       | Anna Grisebach       |
| Arthur Berg      | Pianist                | 1–6          | Dennis Storhøi           | Axel Lutter          |
| Ronja            | Pastorin               | 1–6          | Maibritt Saerens         | Katrin Zimmermann    |
| Marius Tønnesen  | Barkeeper              | 1–6          | Jon Øigarden             | Florian Halm         |
| David            | Reisender              | 1–6          | Jan Gunnar Røise         | Armin Schlagwein     |
| Sara             | Marius’ Tochter        | 1–6          | Thea Sofie Loch Næss     | Leonie Dubuc         |
| Ingvild          | Idas Assistentin       | 1–3, 5–6     | Evelyn Rasmussen Osazuwa | Runa Aléon           |
| Maria            | Lukas’ Mutter          | 1–6          | Ariadna Cabrol           | Carolina Vera        |
| Henrik           | Betreuer               | 1–6          | Valter Skarsgård         | Amadeus Strobl       |
| Diana            | Romantikerin           | 2–6          | Hanna Ardéhn             | Victoria Frenz       |
| Olav Svendsgaard | Pilot                  | 1–6          | Ravdeep Singh Bajwa      | David Brizzi         |
| Stine            | Geliebte               | 1–6          | Sus Wilkins              | Rubina Nath          |
| Magnhild         | Dänin                  | 3–6          | Ghita Nørby              | Isabella Grothe      |
| Alex             | Santa                  | 1–6          | Ibrahim Faal             | Maik Rogge           |
| Frank            | Taxifahrer             | 2–6          | Kyrre Hellum             | Jörg Pintsch         |
| Trine            | Kajas Mutter           | 1–2, 4–6     | Line Verndal             | Ulrike Stürzbecher   |
| Sindre           | Kajas Vater            | 1–2, 4–6     | Oscar Jean               | Georgios Tzitzikos   |
| Kaja Melling     | Mädchen                | 1–6          | Talia Lorentzen          | Marlene Schick       |
| Nebenfiguren     |                        |              |                          |                      |
| Thea             | Sicherheitsbeauftragte | 1–2, 5–6     | Carmen Gloria Perez      | Magdalena Helmig     |
| Isabel           | Lounge Lady            | 1–2          | Tirill Eeg Henriksen     | Laura Oettel         |
| Kine             | Serviceassistentin     | 1–2, 5–6     | Catharina Vu             | Rieke Werner         |
| Asle             | Idas Leibwächter       | 1–3, 5–6     | Kalle Hennie             | Samuel Zekarias      |
| Angus            | Gepäckarbeiter         | 2, 5         | Edward Schultheiss       | Michael Ernst        |
| Iris             | Bardame                | 1–5          | Camilla Klaudiussen      | Yamuna Kemmerling    |
| Abba             | Fremder                | 2–5          | Gard Øyen                | spricht nicht        |
| Vilde            | Journalistin           | 2–3          | Ina Svenningdal          | Janin Stenzel        |
| Lukas            | Marias Sohn            | 1–6          | Iker Pedraza Proskauer   | nicht synchronisiert |
| Mary             | Arthurs Agentin        | 1, 3, 6      | Sølje Bergman            | Anna Dramski         |
| Frode            | Stines Partner         | 1, 6         | Jonas Jacobsen           | Vlad Chiriac         |
| Steven           | Stines Liebhaber       | 1            | Mattis Herman Nyquist    | Jan Andreesen        |

## Deutsche Rezensionen
Doris Akrap von der taz bezeichnet die Serie als „das diesjährige Vanillekipferl unter den Feiertagsserien.“
Oliver Armknecht von filmrezensionen.de befindet zwar, die Serie sei inhaltlich simpel gestrickt, aber biete genügend Abwechslung, und formulierte als Fazit: „[D]ie zahlreiche[n] Einzelschicksale im schnellen Wechsel […] kann man gut anschauen, auch wenn die Geschichten und Figurenzeichnungen nicht viel Tiefgang haben.“ Auf serieslyawesome.tv wurde geurteilt, dass sie „[…] eine typische Weihnachtsserie sein soll, ohne großen Anspruch. Man kann sie gut weggucken und macht wohlwollend an der einen oder anderen Stelle einen Haken dran[, a]uch, weil die Darsteller:innen allesamt überzeugend sind.“